# Lancy
Lancy is een gemeente en plaats in het Zwitserse kanton Genève.
Lancy telt 27.111 inwoners.

## Geboren
- Roger Vonlanthen (1930-2020), voetballer en voetbalcoach

## Overleden
- Frantz Fulpius (1869-1960), architect, politicus en bestuurder